# Плосковусач фіолетовий
Плосковуса́ч фіоле́товий (лат. Callidium violaceum Linnaeus, 1758 = Callidium antennatum janthinum (LeConte) Gemminger & Harold, 1872 = Callidium episcopus Voet, 1804 = Callidium janthinum LeConte, 1850) — вид жуків з родини вусачів.

## Поширення
Хорологічно C. violaceum входить до групи видів голарктичного зооґеографічного комплексу. Ареал охоплює території Європи, північної частини Азії та Північної Америки. В регіоні Українських Карпат широко розповсюджений вид, особливо часто трапляється в гірській місцевості, де заселяє стоячі всохлі смереки та ялиці, а також гуцульські дерев’яні будинки. Іноді трапляється й на Прикарпатті. 

## Екологія

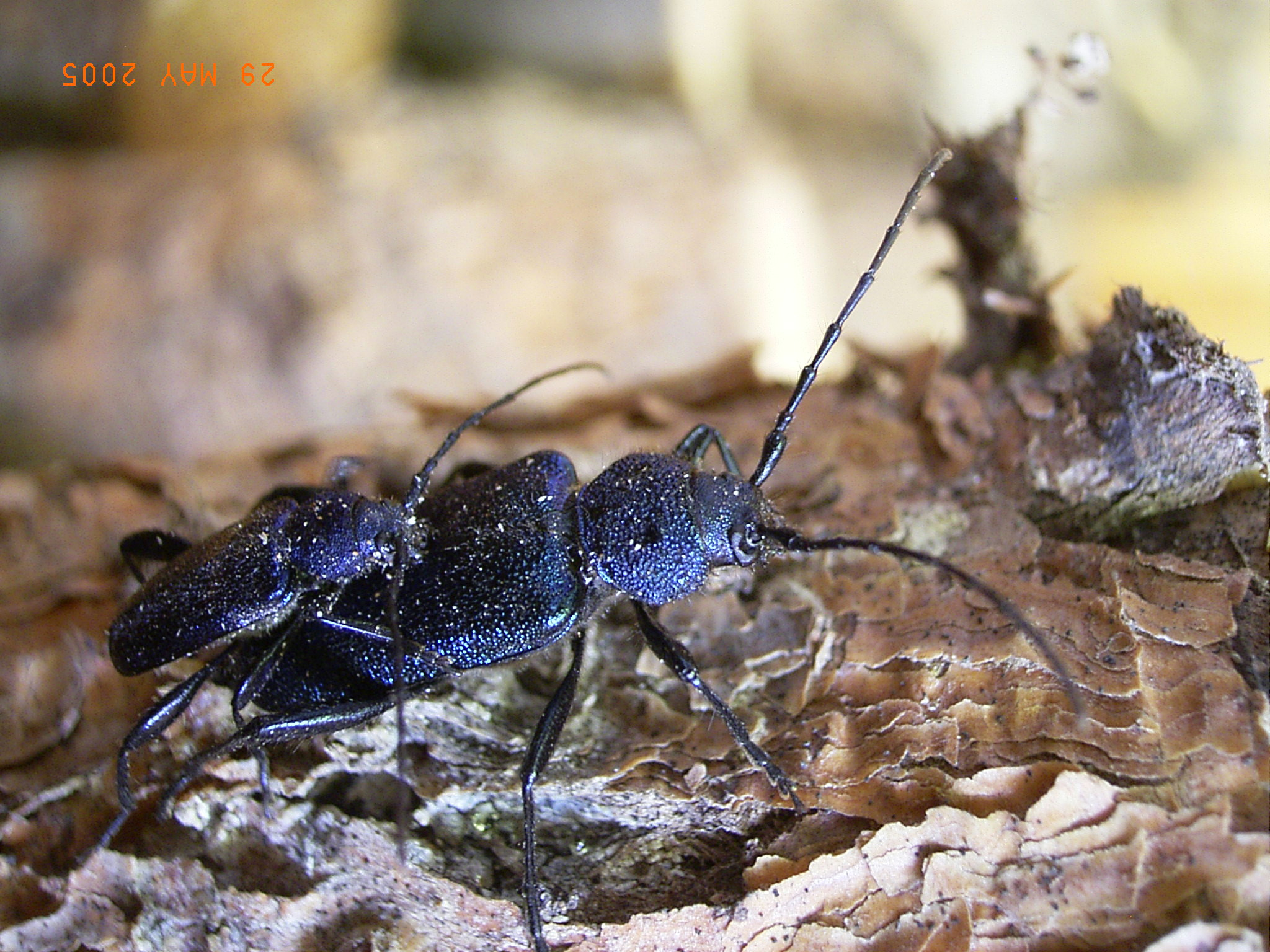
Спарювання у Плосковусача фіолетового

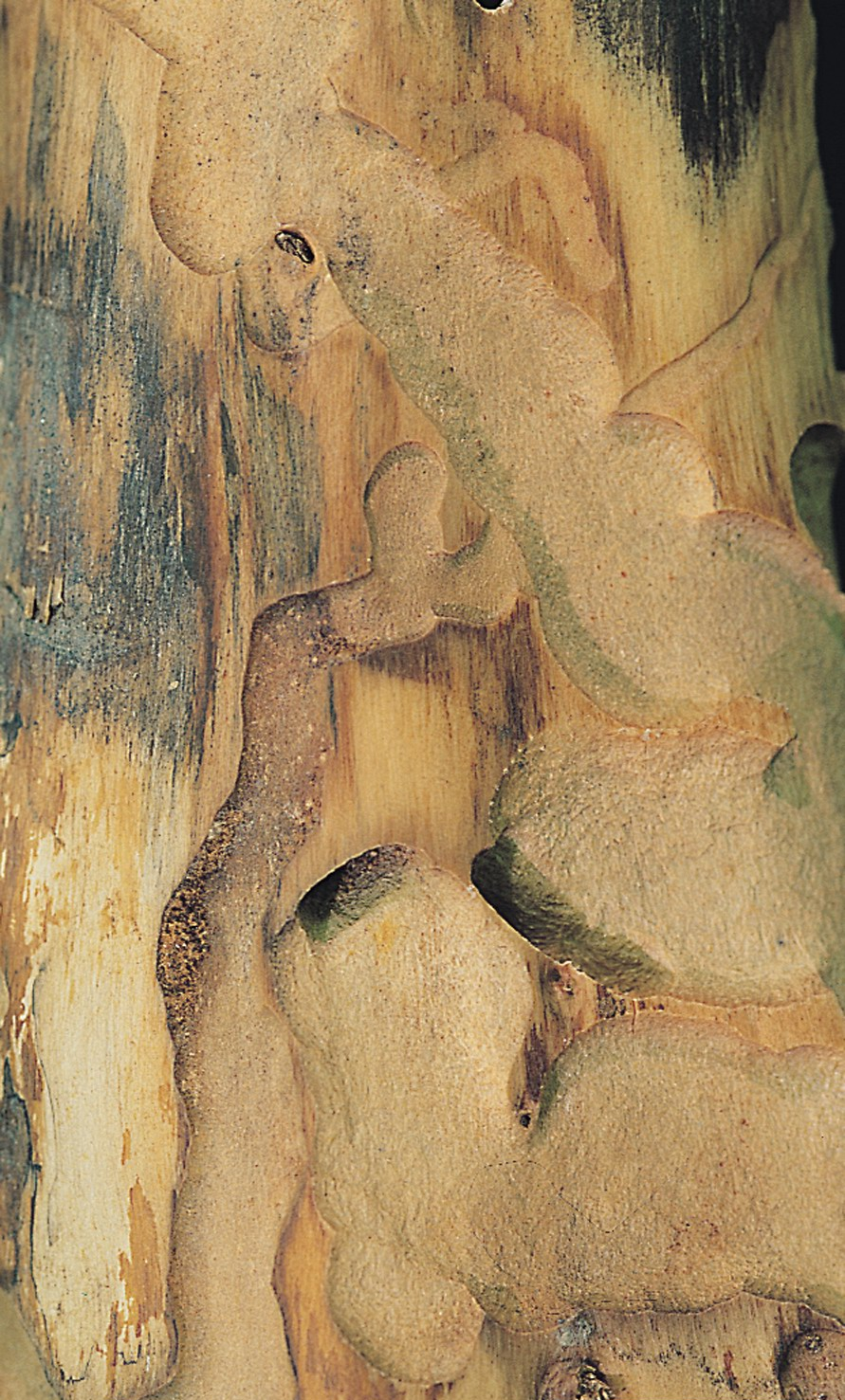
Личинкові ходи Плосковусача фіолетового

Жуки трапляються на стінах, горищах, дерев’яних дахах різноманітних будівель, в яких використано деревину смереки. Літ триває з другої декади червня до серпня. Жуки квітів не відвідують. Личинка розвивається в сухій деревині смереки, проте вважається поліфагом як на хвойних, так і на листяних породах дерев. 

## Морфологія

### Імаго
Відросток передньогрудей не досягає середини передніх тазиків. Надкрила, передньоспинка вкриті густими грубими цятками. Забарвлення синє з фіолетовим або зеленим блиском. Низ тіла синій, іноді рудуватий, ноги темні, часто бурі, перший членик вусиків – синій. Довжина тіла становить 8-16 мм.

### Личинка
Личинка характеризується чітко вираженими, округлими і випуклими вічками. Спинні мозолі черевця на передньому краї з поперечною боріздкою. Ноги короткі з гострим тонким кігтиком.

## Життєвий цикл
Розвиток триває від двох до десяти років.